# لوسي كيف
لوسي كيف (بالإنجليزية: Lucie Cave)‏ هي صحفية ومقدمة تلفزيونية بريطانية، ولدت في 19 سبتمبر 1972 في لندن في المملكة المتحدة.